# Mount Meredith
Mount Meredith är ett berg i Antarktis. Det ligger i Östantarktis. Australien gör anspråk på området. Toppen på Mount Meredith är 358 meter över havet.
Terrängen runt Mount Meredith är kuperad västerut, men österut är den platt. Terrängen runt Mount Meredith sluttar brant österut. Trakten är obefolkad. Det finns inga samhällen i närheten.